# غورنيي (بريمورسكي كراي)
غورنيي (بالروسية: Горный) هي مدينة في مقاطعة بريمورسكي كراي في روسيا. يبلغ عدد سكانها حوالي 174 نسمة.